# Oberhode

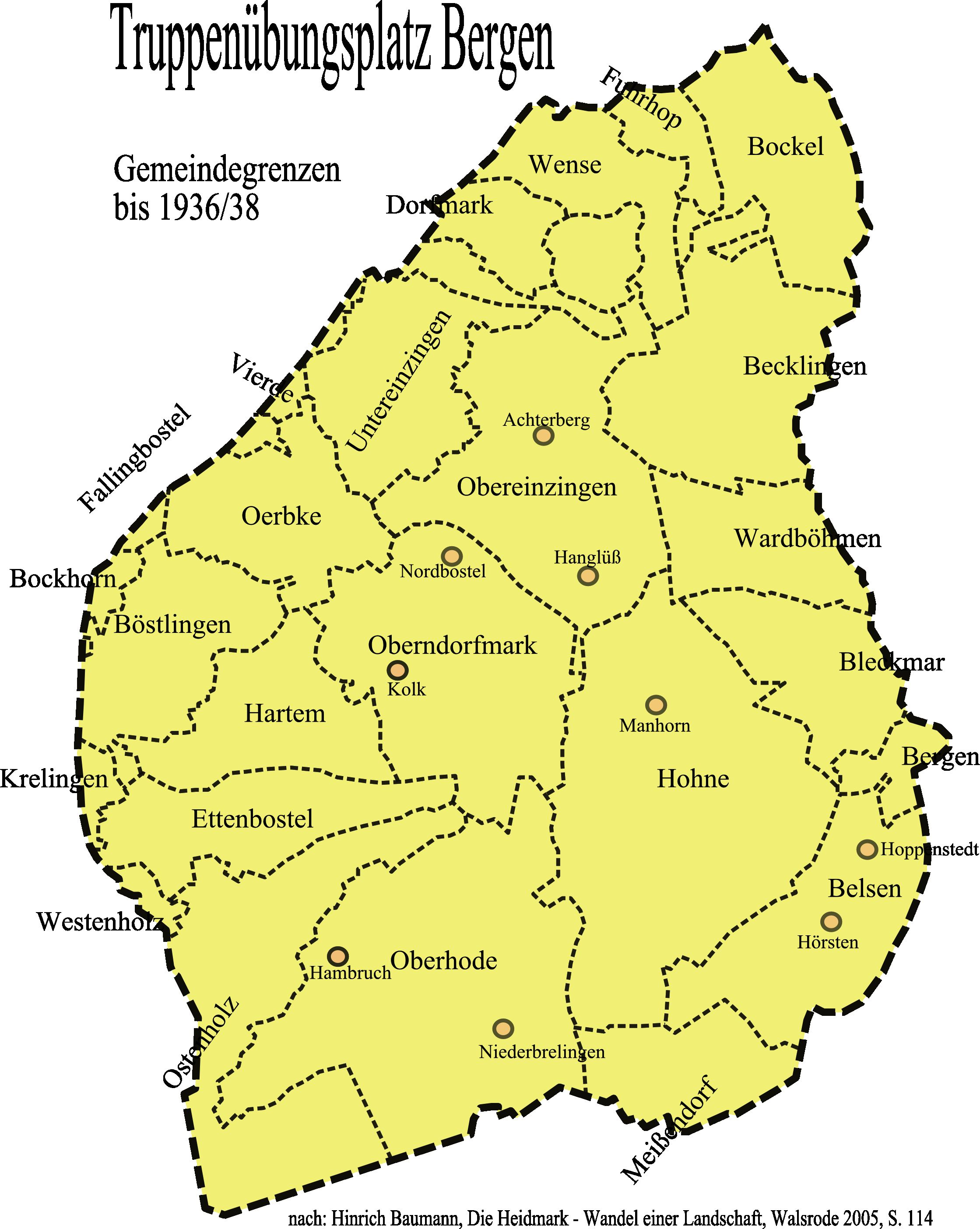
Oberhode im Süden des Truppenübungsplatzes Bergen

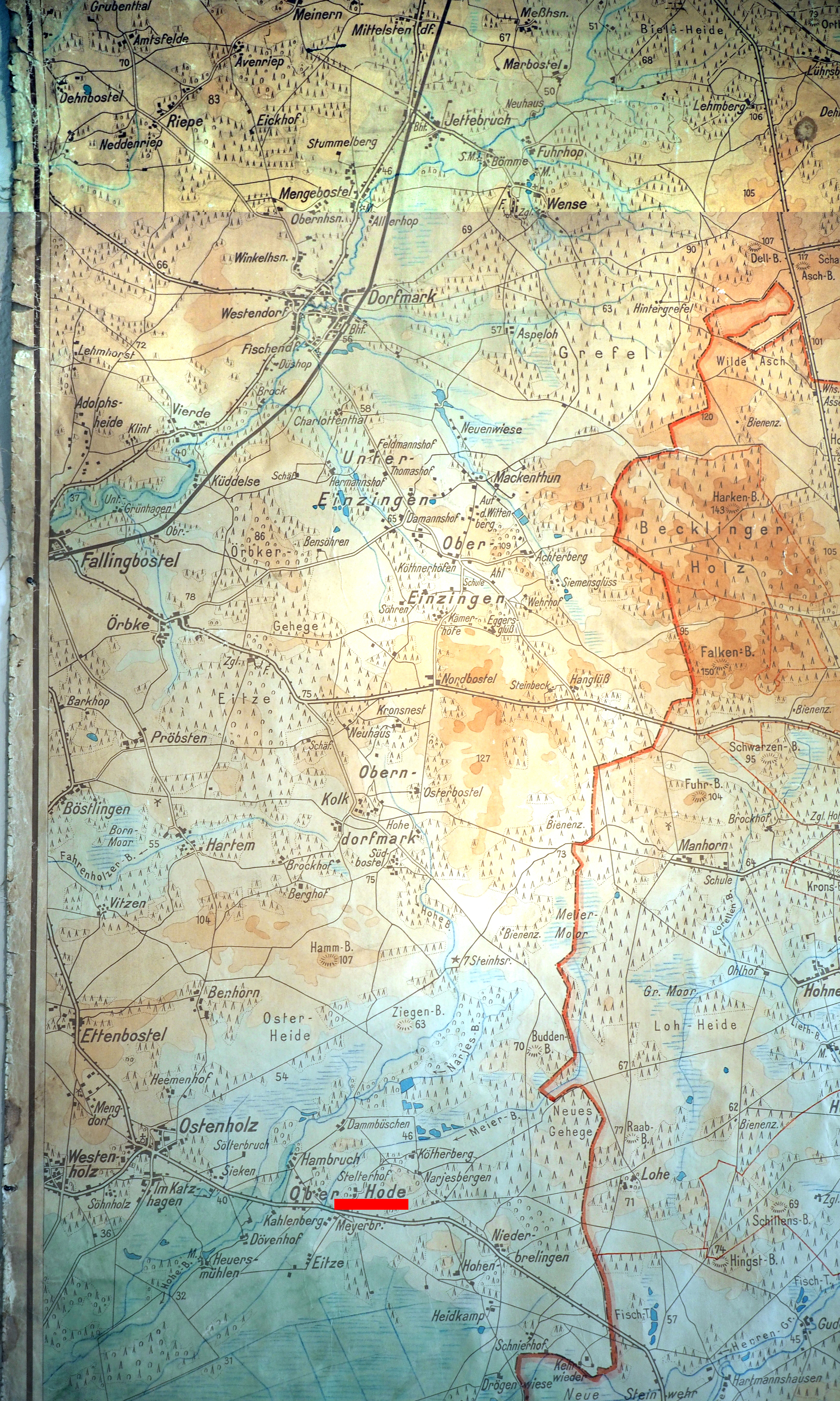
Historische Karte der Ostheidmark

Oberhode ist es eine Gemarkung des gemeindefreien Gebietes Osterheide im Landkreis Heidekreis, in der Lüneburger Heide (Niedersachsen). Es war ehemals eine Gemeinde in der Ostheidmark, die größte im Altkreis Fallingbostel. Viele Einzelhofsiedlungen, wie sie in der Ostheidmark typisch waren, bildeten die Gemeinde unter einem Sammelnamen. Zu der Gemeinde gehörten u. a. Heuersmühlen, Dövenhof, Eitze, Stelterhof, Hambruch, Meyerhof, Meyerbruch, Narjesbergen, Dammbüschen, Hohenbrelingen, Niederbrelingen und ein Teil des Ostenholzer Moores.

## Geographie

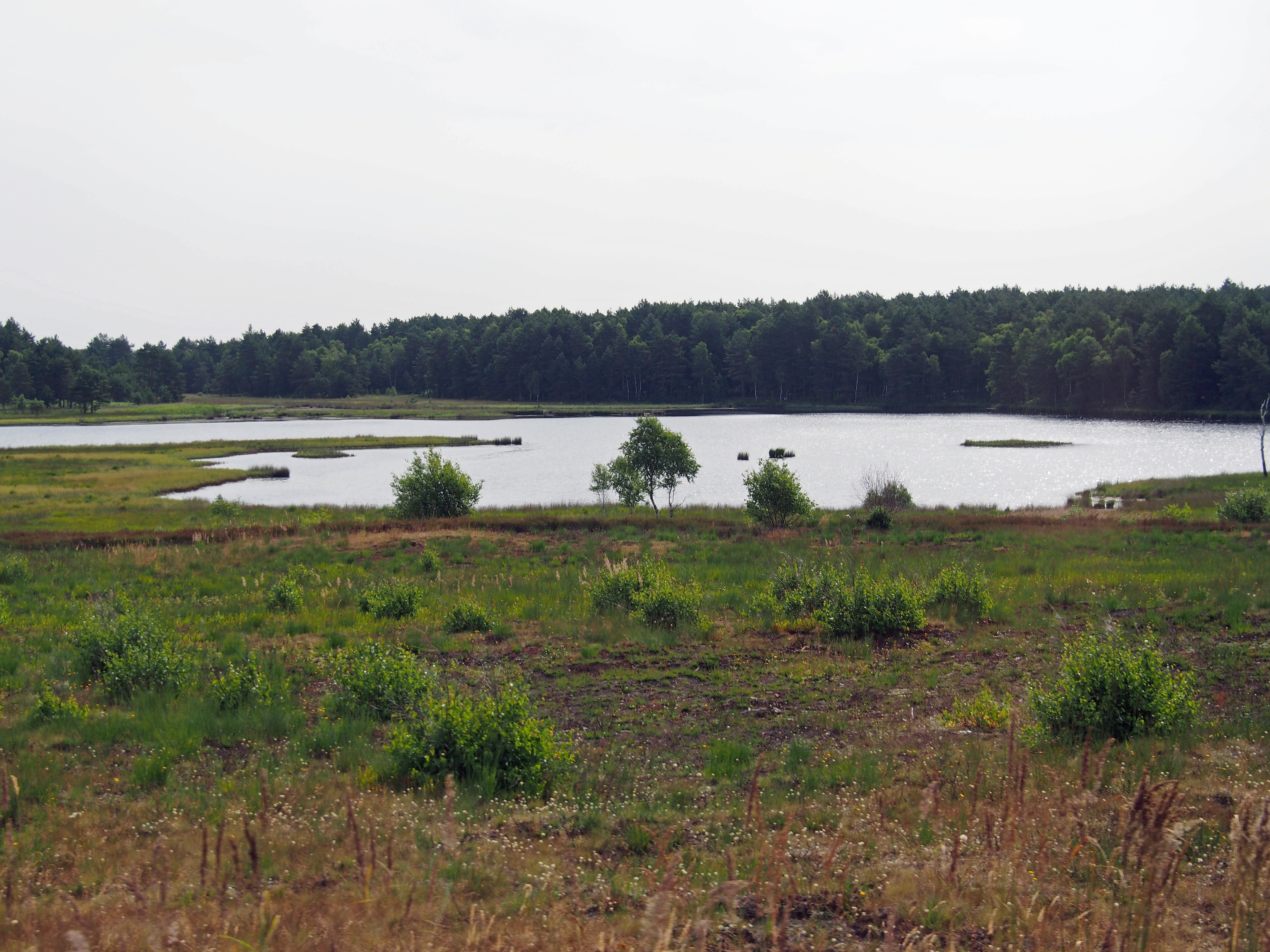
Der Meiersee

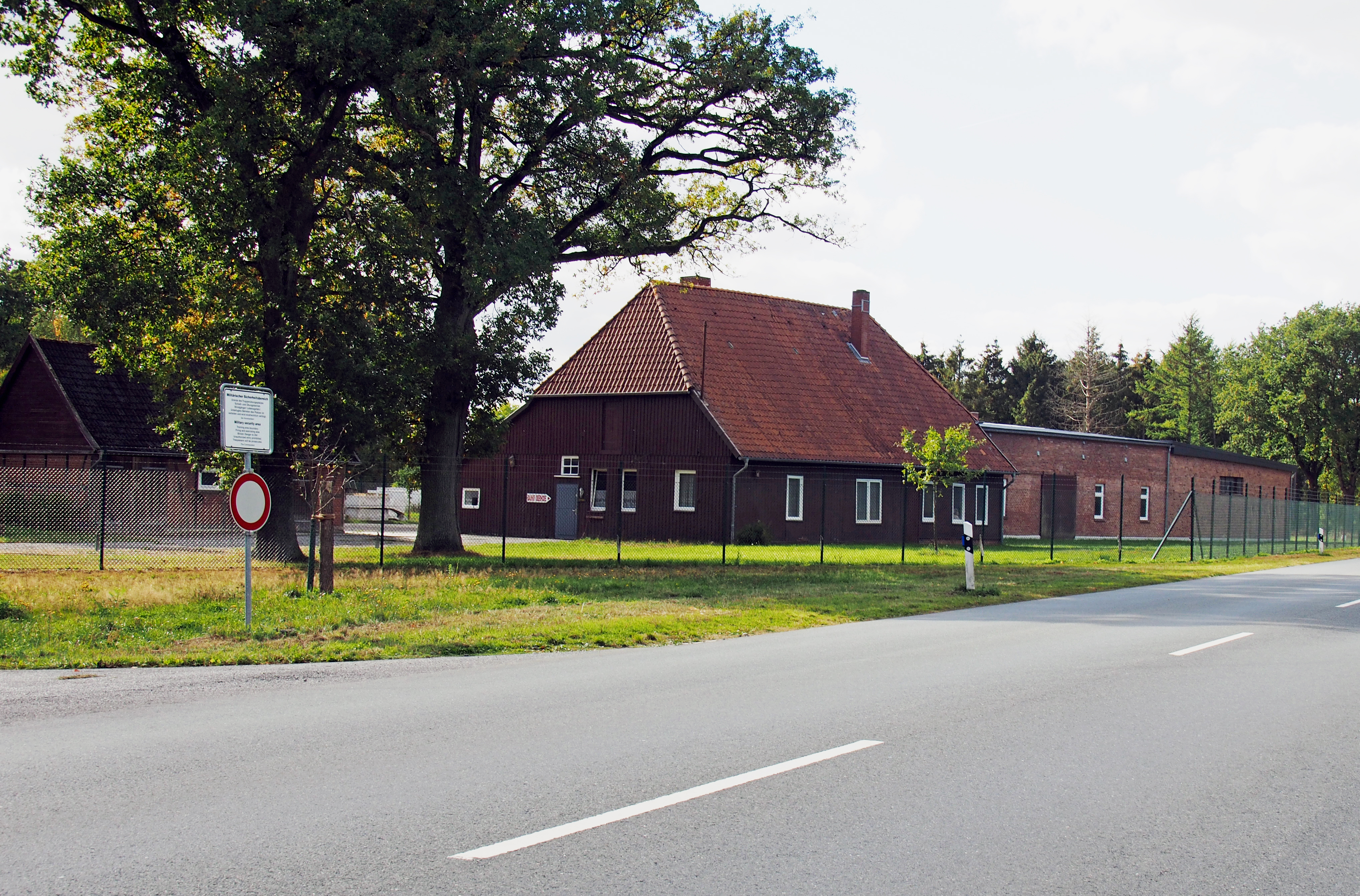
Gebäude in Oberhode heute

Der Hohe Bach und der Meierbach fließen in Nordost-Südwest-Richtung durch das Gemeindegebiet. Beide münden südöstlich von Hodenhagen in die Meiße. Der Meierbach speist den im Norden des Gebietes liegenden kleinen Meiersee. Der Schafmoorsee liegt im Norden des Ostenholzer Moores ebenfalls in dem ehemaligen Gemeindegebiet.

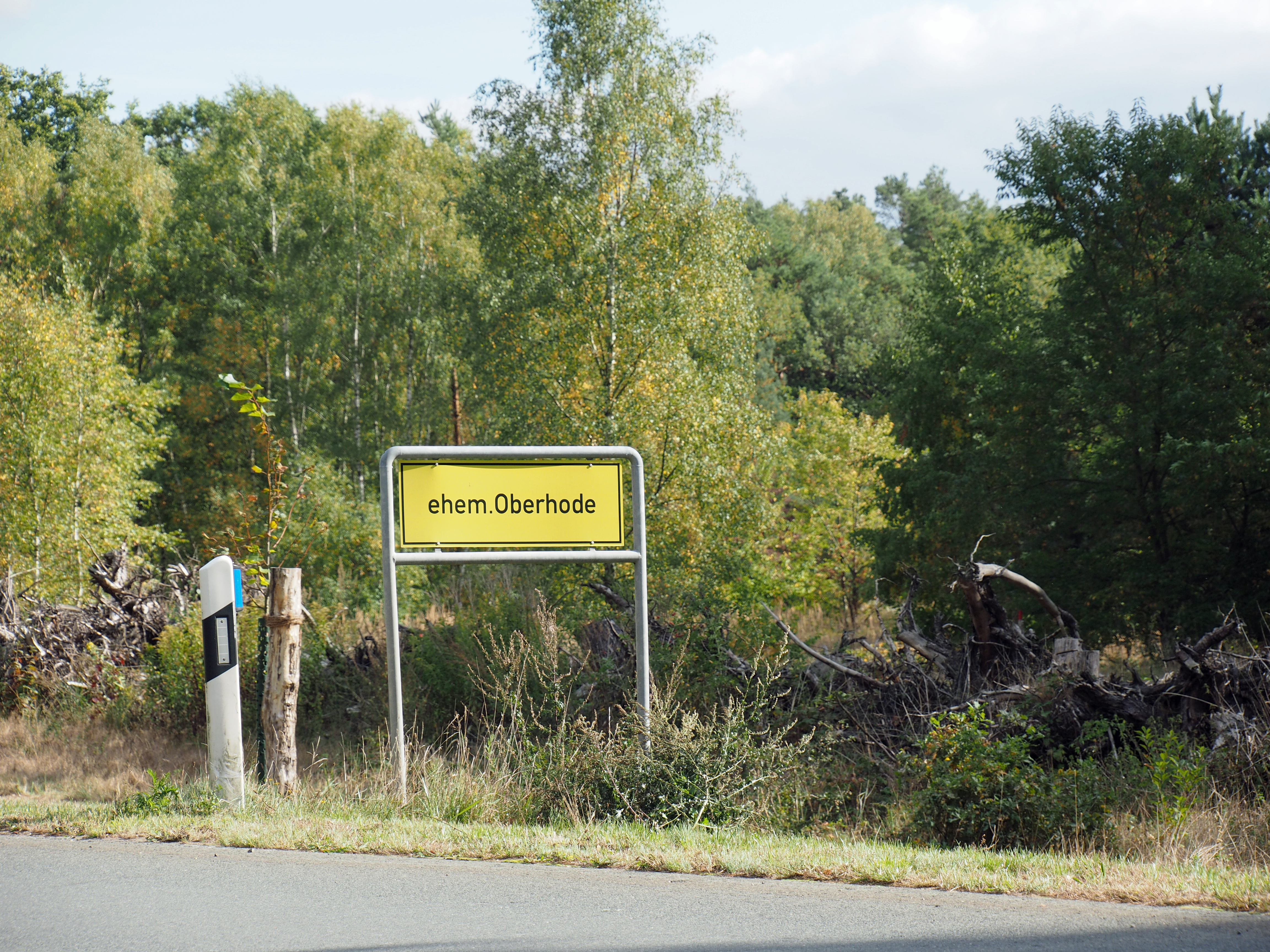
Hinweisschild auf die ehemalige Gemeinde Oberhode

## Geschichtliches
Der Sammelname „Oberhode“ kommt erst um 1500 auf. In einer Urkunde von 1563 finden wir d
ie Bezeichnung „Up der Hoe“ (Auf der Hohe), 1628: „Baurschaft über der Hohe“ („Hohe“ finden wir auch im Hohen Bach wieder).
Im Lüneburger Lehnregister von 1360 findet sich zum ersten Mal die Erwähnung der alten Markgenossenschaft: „up me dure“ (auf dem Dür), zu der Oberhode, Ostenholz und wahrscheinlich auch ein Hof von Westenholz gehörten. 
Da Oberhode keine eigenes Schulgebäude besaß, mussten die Kinder nach Ostenholz zur Schule gehen. 1748 reichten die Hofbesitzer von Stelterhof und Narjesbergen erstmals ein Gesuch um einen eigenen Schulmeister ein. 1776 wurde nochmals ein Antrag eingereicht, mit der Begründung die Kinder hätten teilweise einen Schulweg von einer Meile (eine Meile war ca. 7,4 km) nach Ostenholz. Aber auch weitere Bemühungen von 1797, 1835 und 1851 hatten alle keinen Erfolg. Im Mai 1891 wurde dann ein Schulhaus auf dem Grundstück des Stelterhofes errichtet. Am 19. Oktober 1891 wurde die Schule eingeweiht. Heinrich Karl Plate war der erste Lehrer. Er unterrichtete zunächst 59 Schulkinder. Im Durchschnitt hatte er in der einklassigen Schule 70 Kinder zu unterrichten. Am 1. April 1930 wurde aufgrund der immer höheren Schülerzahlen eine zweite Lehrerstelle eingerichtet.
Im Zuge der Errichtung des Truppenübungsplatzes Bergen erfolgte vom Sommer 1935 bis Mai 1936 die Umsiedlung der Bevölkerung und Räumung des Teiles des Gemeindegebietes, das für den Übungsplatz benötigt wurde. Die Hofbesitzer wurden entschädigt, die Gebäude auf dem Übungsgelände wurden zum größten Teil abgerissen (siehe Heidmark#Zerstörung der Ostheidmark in der Zeit des Nationalsozialismus). Die Gesamtgröße des Gemeindegebietes Oberhode betrug 3936 Hektar, davon sind 2736 ha in den Truppenübungsplatz gefallen.
Ein doppeltreppiger Speicher aus Hohenbrelingen wurde 1937/38 umgesetzt und steht jetzt auf dem „Hof der Heidmark“ in Bad Fallingbostel.

### Einwohnerentwicklung
Oberhode hatte folgende Einwohnerentwicklung:

1770 – 159 Einwohner

1821 – 214 Einwohner

1933 – 569 Einwohner